# U 614 (Kriegsmarine)
De U 614 was een VIIC-klasse U-boot van de Duitse Kriegsmarine tijdens de Tweede Wereldoorlog. De U 614 stond onder bevel van kapitein-luitenant-ter-zee Wolfgang Sträter.

## Geschiedenis
De U 614 werd eveneens zoals de U 552, U 381, U 413, U 260 en de U 402 opgeroepen tot assistentie van de noodlijdende U 125 op 6 mei 1943. 

## Ondergang
De U 614 werd tot zinken gebracht op 29 juli 1943, ten noordwesten van Kaap Finisterre, in positie 46° 42′ 0″ NB, 11° 3′ 0″ WL door dieptebommen van een Britse Vickers Wellington-vliegtuigbommenwerper van Squadron 179/G. Commandant Wolfgang Sträter en zijn 49 koppige bemanning kwamen om.